# Kasagia arbastoi
Kasagia arbastoi is een krabbensoort uit de familie van de Majidae. De wetenschappelijke naam van de soort is voor het eerst geldig gepubliceerd in 2007 door Richer de Forges & Ng.